# Ofloxacina
L' ofloxacina (nella fase sperimentale conosciuta con la sigla DL-8280) è una molecola che appartiene alla classe dei fluorochinoloni di seconda generazione. Viene utilizzata nel trattamento delle infezioni delle vie urinarie e delle vie respiratorie. La molecola è stata registrata ed approvata per l'uso per la prima volta nel 1982 in Europa e ha ricevuto una simile approvazione alla commercializzazione dalla Food and Drug Administration (FDA) degli Stati Uniti nel dicembre del 1990. Ofloxacina è tuttora venduta in diversi paesi con svariati nomi commerciali e come farmaco equivalente.

## Storia
L'ofloxacina è stata sviluppata come composto analogo, ma a largo spettro d'azione, della norfloxacina, il primo antibiotico fluorchinolone ad essere sintetizzato. Negli Stati Uniti è stata venduta per anni con il nome commerciale di Floxin. la sua produzione è stata interrotta dal 2009 ad opera del produttore, Ortho-McNeil-Janssen, una sussidiaria della Johnson & Johnson. Tuttavia sia negli Stati Uniti che in Europa la molecola continua ad essere disponibile con nomi diversi come medicinale equivalente.

## Caratteristiche strutturali e fisiche
Il composto si presenta come una polvere cristallina di colore giallo paglierino. Leggermente solubile in acqua e in alcool metilico. Solubile nel diclorometano e nell'acido acetico glaciale.

## Farmacodinamica
Il composto è dotato di un ampio spettro di azione, simile a quello di molti altri chinoloni (ad esempio ciprofloxacina, enoxacina, fleroxacina) e risulta molto efficace nei confronti di un'ampia gamma di batteri Gram–positivi e Gram–negativi.
Come altre molecole della stessa classe ofloxacina agisce inibendo in modo selettivo i due tipi di enzima topoisomerasi, la DNA–girasi (conosciuta anche come topoisomerasi II) e la topoisomerasi IV.
La topoisomerasi IV è un enzima che permette la separazione delle catene di DNA che deve essere sottoposto a replicazione (duplicazione), evento che precede la divisione cellulare batterica. Il blocco di questo enzima comporta l'impossibilità alla separazione del DNA: il processo di replicazione delle molecole dell'acido deossiribonucleico batterico viene perciò interrotto e la cellula batterica non può più dividersi e quindi replicarsi.
La DNA girasi, d'altra parte, è l'enzima che rende possibile il superavvolgimento del DNA: tale processo è fondamentale per permettere alla lunga molecola di acido deossiribonucleico di rientrare nelle cellule di nuova formazione. Il blocco di entrambi i meccanismi, cruciali per i processi di duplicazione, trascrizione e riparazione dell'acido deossiribonucleico (DNA), porta quindi alla morte il batterio.
I seguenti microrganismi patogeni risultano particolarmente sensibili all'azione dell'ofloxacina: Klebsiella pneumoniae, Staphylococcus aureus (compresi i ceppi meticillino resistenti), Staphylococcus epidermidis, Streptococcus pyogenes, Neisseria gonorrhoeae e Neisseria meningitidis, Clostridium perfringens, Citrobacter koseri (Citrobacter diversus), Haemophilus influenzae, Escherichia coli, Proteus mirabilis, Proteus vulgaris, Legionella pneumophila, Gardnerella vaginalis, Serratia marcescens, Pseudomonas aeruginosa, Chlamydia trachomatis, Mycoplasma pneumoniae.

## Farmacocinetica
A seguito di somministrazione per via orale ofloxacina è quasi completamente assorbita dal tratto gastrointestinale, la biodisponibilità è infatti pari a quasi il 100%. La concentrazione plasmatica massima (Cmax) viene raggiunta a distanza di circa 1-3 ore dopo la somministrazione. La contemporanea assunzione di cibo può ritardare l'assorbimento.
Il composto si distribuisce ampiamente nei diversi tessuti biologici ed è stato rinvenuto nel liquido cerebrospinale, nella cervice uterina, nell'ovaio, nel tessuto polmonare, nel liquido e tessuto prostatico, nell'espettorato e a livello della cute. Ofloxacina oltrepassa la barriera placentare e viene secreta nel latte materno. Il legame con le proteine plasmatiche, in vitro, è pari a circa il 32%.
L'emivita di eliminazione è di 4-6 ore. La molecola viene eliminata dall'organismo prevalentemente attraverso l'emuntorio renale (circa l'80% entro 24 ore), in forma immodificata e solo per il 5% come metaboliti N-ossidati. Una quota minore (4-8%) è eliminata attraverso le feci.

## Usi clinici
L'ofloxacina trova impiego nel trattamento di diverse infezioni batteriche delle vie urinarie e delle vie respiratorie, in particolare di quelle sostenute da germi Gram negativi. Viene inoltre utilizzata nelle infezioni da Chlamydia, comprese le uretriti non gonococciche e nelle infezioni sostenute da micobatteri, come la lebbra e la tubercolosi.
Pur essendo attiva nei confronti di Neisseria gonorrhoeae, con il tempo non è più stata considerata un trattamento di prima linea per la gonorrea (almeno in monosomministrazione) a causa dell'emergere di una importante resistenza batterica.

## Controindicazioni
La molecola è controindicata nei soggetti con ipersensibilità nota al principio attivo o ad altri chinoloni oppure ad un qualsiasi eccipiente utilizzato nella formulazione. È inoltre controindicata nei pazienti con storia personale di disturbi tendinei.
In soggetti affetti da nefropatie il dosaggio deve essere diminuito. Infine non deve essere assunta da pazienti affetti da epilessia e da coloro che soffrono di alterazioni del sistema nervoso centrale (SNC), come ad esempio pregressi traumi cranici o cerebrali, pregresse encefaliti o meningiti, ictus cerebrale, che possono comportare un abbassamento della soglia convulsiva. 

### Età pediatrica
L'ofloxacina e gli altri chinoloni sono controindicati per l'impiego sia nei bambini che nei soggetti adolescenti ancora in fase di crescita, per il rischio concreto che si verifichino lesioni a carico dell'apparato muscolo-scheletrico. In uno studio clinico, 1534 pazienti giovani (di età compresa tra i 6 mesi e i 16 anni) sono stati trattati con levofloxacina, e sono stati seguiti fino a 12 mesi dopo il termine del trattamento per valutare tutti gli eventi muscoloscheletrici che si verificavano. A 12 mesi di follow-up l'incidenza cumulativa degli eventi avversi muscoloscheletrici nel gruppo di studio è risultata pari al 3,4%, rispetto al 1,8% tra gli 893 pazienti trattati con altri antibiotici (gruppo di controllo).
Nel gruppo trattato con levofloxacina, circa i due terzi di questi eventi avversi muscoloscheletrici si verificavano nei primi 60 giorni. Tra tutti gli eventi l'86% poteva essere classificato come lieve e il 17% come moderato. Tutti gli eventi si sono risolti senza sequele a lungo termine.

## Gravidanza e allattamento
L'utilizzo di fluorochinoloni nel primo trimestre di gravidanza non sembra essere correlato ad un aumento del rischio di gravi malformazioni fetali o di altri effetti indesiderati sul nascituro. Studi sperimentali sugli animali hanno evidenziato che il composto non ha effetti teratogeni quando somministrato a femmine di ratto o coniglio gravide a dosaggi rispettivamente di 810 mg/kg al giorno, 11 volte il dosaggio massimo raccomandato per l'uomo basandosi sulla superficie corporea espressa come mg/m2 o 50 volte basandosi su un dosaggio espresso come mg/kg, e di 160 mg/kg/ al giorno, 4 volte la dose massima raccomandata per l'uomo basandosi sulla superficie corporea o 10 volte basandosi su un dosaggio espresso in mg/kg. Studi effettuati sugli animali hanno evidenziato la possibilità di danno alle cartilagini ed altri disturbi minori di tipo scheletrico, in particolare nei ratti che ricevono dosi ampiamente superiori a quelle usualmente utilizzate nell'essere umano (espresse sempre come mg/m2) .
Ad oggi non esistono comunque studi adeguati e ben controllati su donne gravide. Per tale motivo la gravidanza deve essere considerata una controindicazione all'assunzione del medicamento e l'ofloxacina dovrebbe essere utilizzata in donne gravide solo se il medico ha ritenuto che i benefici attesi sono certamente superiori al potenziale rischio cui si espone il feto.

## Dosi terapeutiche
Nei soggetti adulti il dosaggio, a seconda della gravità del singolo caso, può variare da 200 mg a 900 mg al giorno, suddivisi in 2-3 somministrazioni.
Nelle infezioni delle vie urinarie sono di norma sufficienti dosaggi più bassi (400 mg suddivisi in due somministrazioni) mentre nelle infezioni delle alte, ma soprattutto delle basse vie respiratorie i dosaggi raggiungono i 600–900 mg, sempre due volte al giorno.
La funzionalità renale ed epatica dei pazienti che assumono il chinolone debbono sempre essere tenute in considerazione per evitare il rischio di accumulo del farmaco, che potrebbe provocare una overdose potenzialmente mortale. Pertanto nei soggetti con funzionalità renale compromessa è spesso necessario ricorrere a dosaggi più bassi di ofloxacina, modificando il dosaggio in base ai valori rilevati di clearance della creatinina.